# Nachal Rachaf
Nachal Rachaf (hebrejsky נחל רחף) je vádí v jižním Izraeli, na pomezí severovýchodního okraje Negevské pouště a v Judské poušti.
Začíná v nadmořské výšce přes 500 metrů kopcovité neosídlené pouštní krajině, cca 4 kilometry severovýchodně od města Arad. Směřuje pak k severovýchodu, severozápadně odtud vede paralelně s tokem vádí lokální silnice číslo 3199. Vstupuje poté do nevelké sníženiny Bik'at Kana'im. Od jihozápadu sem ústí vádí Nachal Sal'am. Stáčí se okolo hory Har Menachem k jihovýchodu, přičemž od severu přijímá vádí Nachal Adina, které sem vede podél západních svahů hory Har Kana'im. Vádí vede hlubokým, turisticky využívaným kaňonem a prudce klesá do příkopové propadliny u Mrtvého moře. Nachází se tu několik skalních stupňů a vodopádů. Jižně od hory Har Jonatan sem od západu ústí vádí Nachal Kidod s přítokem Nachal Menachem. V následujícím úseku vádí směřuje k severovýchodu mírně zvlněnou pouštní krajinou. Zleva sem od severozápadu ústí vádí Nachal Emunim. Následuje další prudký pokles do propadliny Mrtvého moře, opět doprovázený turisticky využívanými skalními stupni a vodopády. Do sníženiny Mrtvého moře vstupuje vádí cca 3 kilometry jižně od starověké pevnosti Masada. Zleva sem od západu ústí vádí Nachal Kana'im. Podchází dálnici číslo 90 a ústí do Mrtvého moře, respektive do umělého kanálu, který spojuje jižní a severní část Mrtvého moře (střední část kvůli poklesu stavu vody vyschla).